# レプッブリカ駅 (ローマ地下鉄)
レプッブリカ駅(Repubblica - Teatro dell'Opera)はカストロ・プレトーリオ区にあるローマ地下鉄のA線の駅の一つで、1980年に開業した地下駅である。駅名は上にある共和国広場（ピアッツァ・デッラ・レプッブリカ）から名付けられた。
ローマ・テルミニ駅や500人広場に行くために地下鉄テルミニ駅と交替で使用される。駅の出入り口は、ローマ時代から弧状柱廊広場 (Piazza Esedra) と呼ばれ未だにしばしばそう呼ばれている弧状柱廊が特徴的な広場の中に位置している。
駅の建設中考古学的遺物が発見され計画の変更が行われた。遺跡はガラスで保護されて駅のアトリウムに置かれ見学可能となっている。

## 周辺
- 共和国広場
  - ナイアーディの泉
  - ディオクレティアヌス浴場
  - サンタ・マリーア・デッリ・アンジェリ・エ・デイ・マルティーリ教会
  - ローマ国立博物館
  - ミネルヴァ・メーディカ神殿
- コスタンツィ劇場 (Teatro dell'Opera)
  - 国立劇場
- ナツィオナーレ通り
  - ローマ三越（2021年7月10日閉店）[1]
  - クアットロ・フォンターネ通り
  - ヴィミナーレ - 内務省 - ヴィミナーレ宮殿
- ラルゴ・サンタ・スザンナ
  - フェリクス水道の泉（モーゼの泉）
  - サンタ・スザンナ教会
  - サンタ・マリーア・デッラ・ヴィットーリア教会
    - 『聖テレジアの法悦』 ベルニーニによる

  - サン・ベルナルド・アッレ・テルメ教会
- 10月20日通り
  - 財務省
  - ピーア門

## 施設
駅には以下の施設がある:
- エスカレーター

## 画像

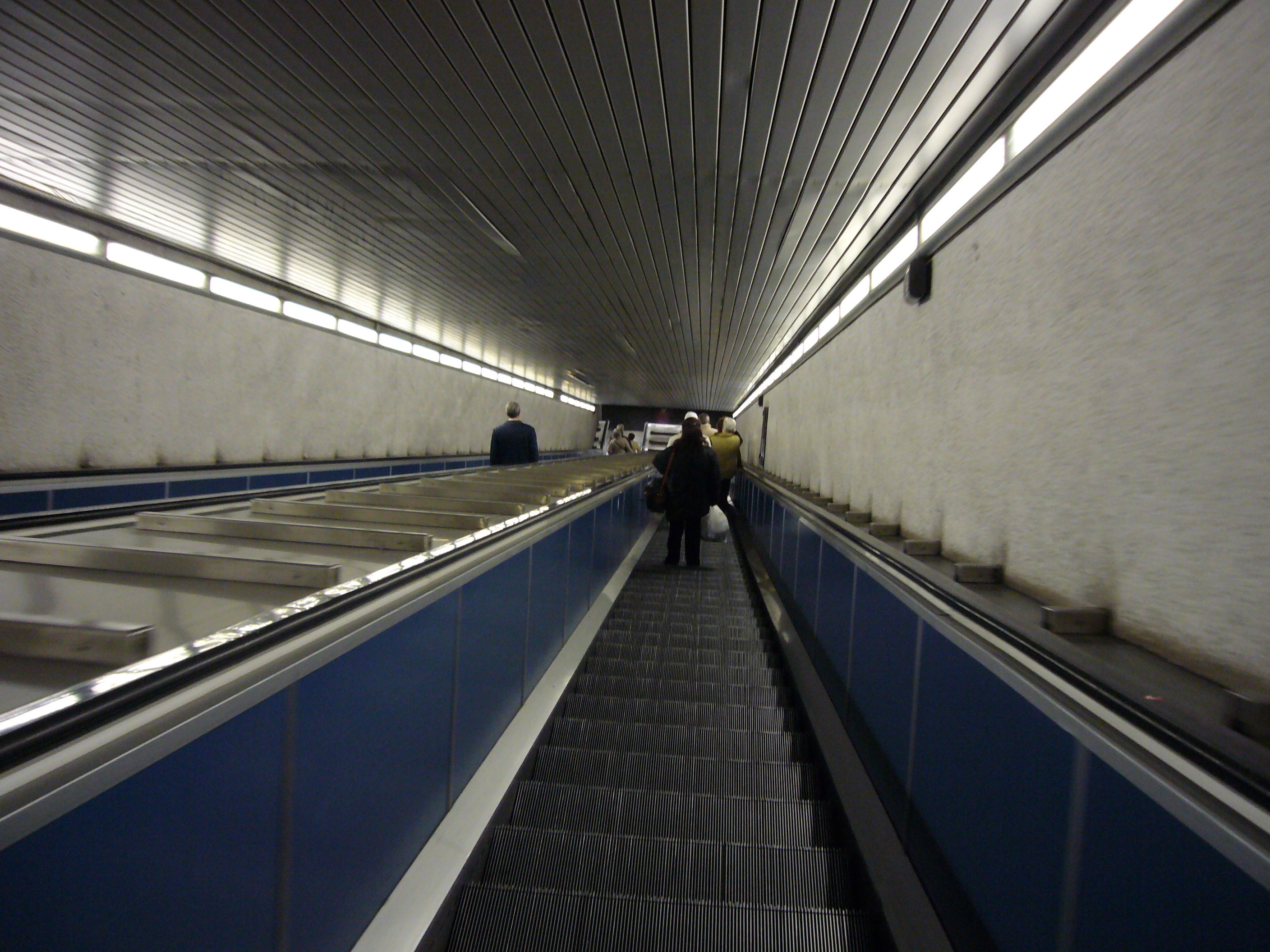
エスカレーター